# 무풀리라
무풀리라(Mufulira)는 잠비아 코퍼벨트주의 도시로, 인구는 125,336명(2007년 기준)이다. 콩고 민주 공화국 국경에서 16 km 정도 떨어져 있으며 구리가 많이 생산되기 때문에 구리와 관련된 공업이 발달했다.
잠비아의 전직 대통령 레비 음와나와사가 태어난 곳이기도 하다.

## 같이 보기
- 키트웨
- 코퍼벨트주